# Hipervitaminose
Hipervitaminose, ou envenenamento por vitamina, refere-se à condição de armazenamento de altos níveis de vitaminas, que podem levar a sintomas tóxicos. Os nomes médicos das diferentes condições são derivados da vitamina envolvida: um excesso de vitamina A, por exemplo, é chamado de hipervitaminose A.
Alta dosagem de vitamina A; alta dosagem, liberação lenta de vitamina B3; e dosagem muito alta de vitamina B6 isolada (isto é, sem o complexo de vitamina B) são algumas vezes associadas com efeitos colaterais de vitamina, que normalmente rapidamente cessam com a redução ou interrupção do suprimento. Por outro lado, certas vitaminas não produzem toxicidade em níveis excessivos. A vitamina C tem sido utilizadas em dosagens acima de 100.000 mg no tratamento de doenças graves — mais de 1000 vezes acima da dose diária recomendada — sem efeitos tóxicos. Porém, a vitamina C tem em forte efeito laxativo, tipicamente quando a dosagem de vitamina C está na faixa de 5-20 gramas por dia para uma pessoa com "boa saúde".
Geralmente, os níveis tóxicos de vitaminas resultam da elevada ingestão de suplementos e não de alimentos naturais. A toxicidade das vitaminas solúveis em gordura também pode ser causada por uma grande ingestão de alimentos altamente fortificados, mas os alimentos naturais raramente fornecem níveis perigosos de vitaminas solúveis em gordura. 
A overdose de vitaminas pode ser evitada não tomando mais do que a quantidade normal ou recomendada de suplemento multivitamínico mostrado no frasco e não ingerindo suplementos contendo várias vitaminas simultaneamente. 
As recomendações para doses diárias do Departamento de Agricultura dos Estados Unidos da América define um "nível de tolerância máxima" para a maior parte de vitaminas.